# Sparta in het seizoen 1957/58
Het seizoen 1957/1958 was het vierde jaar in het bestaan van de Rotterdamse betaaldvoetbalclub Sparta. De club kwam uit in de Eredivisie en eindigde daarin op de negende plaats. Tevens deed de club mee aan het toernooi om de KNVB Beker, deze werd gewonnen door in de finale Volendam met 4–3 te verslaan.

## Wedstrijdstatistieken

### Eredivisie
|       | ADO   | Ajax  | Amsterdam | Blauw-Wit | BVV   | DOS   | Elinkwijk | Sportclub Enschede | Feijenoord | Fortuna '54 | GVAV  | MVV   | NAC   | NOAD  | PSV   | Rapid JC | VVV   |
| ----- | ----- | ----- | --------- | --------- | ----- | ----- | --------- | ------------------ | ---------- | ----------- | ----- | ----- | ----- | ----- | ----- | -------- | ----- |
| Thuis | 2 – 2 | 4 – 4 | 5 – 1     | 0 – 0     | 3 – 1 | 1 – 7 | 0 – 2     | 1 – 1              | 4 – 2      | 2 – 2       | 1 – 0 | 2 – 1 | 0 – 1 | 8 – 1 | 2 – 0 | 2 – 1    | 1 – 2 |
| Uit   | 3 – 3 | 2 – 2 | 2 – 2     | 0 – 0     | 6 – 4 | 2 – 1 | 3 – 1     | 2 – 0              | 1 – 2      | 1 – 3       | 4 – 0 | 1 – 1 | 4 – 1 | 0 – 3 | 1 – 1 | 1 – 1    | 1 – 0 |

### KNVB Beker
| 1e ronde                                             | Sparta                                                                      | 3 – 1 (1 – 1)                            | Laakkwartier                                          |
| 26 december 1957 Plaats: Rotterdam Het Kasteel       | Joop Daniëls 20' Joop van Linstee 50', 65'                                  |                                          | 8' Geer van Dinten                                    |
| 2e ronde                                             | Haarlem                                                                     | 1 – 1 (0 – 0) Op basis van uitdoelpunten | Sparta                                                |
| 4 mei 1958 Plaats: Haarlem Jan Gijzenkade            | Piet Groeneveld 48'                                                         |                                          | 80' Piet de Vries                                     |
| 3e ronde                                             | Alkmaar '54                                                                 | 1 – 3 (0 – 1)                            | Sparta                                                |
| 24 mei 1958 Plaats: Alkmaar Alkmaarderhout           | Piet Kaas 82' (pen.)                                                        |                                          | 18' Tinus Bosselaar 61' Joop Daniëls Wim van der Gijp |
| 4e ronde                                             | 't Gooi                                                                     | 1 – 4 (1 – 0)                            | Sparta                                                |
| 7 juni 1958 Plaats: Hilversum Gemeentelijk Sportpark | Joop Klinkenberg 40'                                                        |                                          | Ad Verhoeven –', –' Peet Geel Tinus Bosselaar         |
| Kwartfinale                                          | Sparta                                                                      | 4 – 2 (1 – 2)                            | PSV                                                   |
| 15 juni 1958 Plaats: Rotterdam Het Kasteel           | Ad Verhoeven 35' Peet Geel 53' Wim van der Gijp 83' Tonny van Ede 88'       |                                          | 40' Toon Brusselers 44' Coen Dillen                   |
| Halve finale                                         | Feijenoord                                                                  | 1 – 3 (0 – 1)                            | Sparta                                                |
| 21 juni 1958 Plaats: Rotterdam Stadion Feijenoord    | Kees Rijvers 51'                                                            |                                          | 4', 90' Piet de Vries 72' Hans de Koning              |
| Finale                                               | Sparta                                                                      | 4 – 3 (3 – 2)                            | Volendam                                              |
| 26 juni 1958 Plaats: Amsterdam Olympisch Stadion     | Tinus Bosselaar 8' Klaas Karregat 20' (e.d.) Peet Geel 38' Ad Verhoeven 69' |                                          | 18', 70' Jaap Smit 41' Dick Tol                       |

## Statistieken Sparta 1957/1958

### Eindstand Sparta in de Nederlandse Eredivisie 1957 / 1958
| Stand | Gespeeld | Gewonnen | Gelijk | Verloren | Punten | Doelpunten voor | Doelpunten tegen |
| ----- | -------- | -------- | ------ | -------- | ------ | --------------- | ---------------- |
| 9e    | 34       | 11       | 12     | 11       | 34     | 63              | 62               |

### Topscorers
| #      | Naam             | Goal |
| ------ | ---------------- | ---- |
| 1.     | Tonny van Ede    | 13   |
| 2.     | Wim van der Gijp | 11   |
| 2.     | Bep Zaal         | 11   |
| 4.     | Tinus Bosselaar  | 7    |
| 5.     | Piet de Vries    | 5    |
| 6.     | Hans de Koning   | 4    |
| 7.     | Joop Daniëls     | 3    |
| 7.     | Joop van Linstee | 3    |
| 9.     | Peet Geel        | 2    |
| 9.     | Jannie Schilder  | 2    |
| 11.    | Joop Schop       | 1    |
| 11.    | Ad Verhoeven     | 1    |
| Totaal | Totaal           | 63   |

| #              | Naam                      | Goal |
| -------------- | ------------------------- | ---- |
| 1.             | Piet de Vries             | 3    |
| 2.             | Tinus Bosselaar           | 2    |
| 2.             | Joop Daniëls              | 2    |
| 2.             | Peet Geel                 | 2    |
| 2.             | Wim van der Gijp          | 2    |
| 2.             | Joop van Linstee          | 2    |
| 2.             | Ad Verhoeven              | 2    |
| 8.             | Tonny van Ede             | 1    |
| 8.             | Hans de Koning            | 1    |
| Eigen doelpunt |                           |      |
| –              | Klaas Karregat (Volendam) | 1    |
| Totaal         | Totaal                    | 18   |

## Voetnoten
ADO ·
Ajax ·
Amsterdam ·
Blauw-Wit ·
BVV ·
DOS ·
Elinkwijk ·
Sportclub Enschede ·
Feijenoord ·
Fortuna '54 ·
GVAV ·
MVV ·
NAC ·
NOAD ·
PSV ·
Rapid JC ·
Sparta ·
VVV